# Insurgencia del Ejército de Resistencia del Señor
La insurgencia del Ejército de Resistencia del Señor se basa en las campañas guerrilleras de diversos grupos insurgentes, destacando principalmente el Ejército de Resistencia del Señor, un grupo sectario cristiano, iniciado en 1987 tras el fin de la guerra civil ugandesa. Se desarrolla en el norte de Uganda pero también en el sur de Sudán del Sur y el este de República Democrática del Congo. El movimiento, liderado por Joseph Kony, quien se proclama el "portavoz" de Dios y médium espiritual, tiene por objetivos derrocar al gobierno de Yoweri Museveni y establecer un Estado teocrático basado en los Diez Mandamientos y la tradición acholi, de acuerdo con sus líderes.
El conflicto armado es uno de los más prolongados de África, ha provocado una gran crisis humanitaria. El ERS está acusado de violaciones de derechos humanos generalizadas, en particular la mutilación, la tortura, la violación, el secuestro de civiles, el uso de niños soldados, y una serie de masacres.

## Antecedentes
Tras el derrocamiento en enero de 1986 del presidente de etnia acholi Tito Okello por parte del Ejército de Resistencia Nacional (NRA) liderado por Yoweri Museveni, un sureño, causó que la NRA hiciera atrocidades hacia los Acholi, pero ellos resistieron. Para agosto de ese año, se había desarrollado una insurgencia popular en las regiones del norte que fueron ocupadas por las nuevas fuerzas gubernamentales.

## Conflicto

### Comienzo (1987-1994)

Joseph Kony

En 1987, Joseph Kony apareció autoproclamándose como Medium espiritual y fundando el ERS, como varios que surgieron en ese tiempo. Odong Latek, un excomandante del Ejército Democrático del Pueblo de Uganda, convenció a Kony de adoptar una guerra de guerrillas, principalmente contra civiles. Durante este periodo el ERS llevaría a cabo varios ataques a gran escala hacia poblaciones, subrayando la incompetencia del gobierno ugandés de proteger a su población. Hasta 1991, ERS asaltó a la población en busca de suministros. El hecho de que varias unidades del NRA fueran conocidas por sus brutales acciones hizo que el ERS tuviera el apoyo de la población acholi.
En marzo de 1991, se dio inicio a la "Operación Norte" donde se combinó los esfuerzos de destruir al ERS mientras cortaba sus raíces de apoyo entre la población mediante mano dura. Como parte de la Operación Norte, la ministra de etnia acholi Betty Oyella Bigombe, encargada de poner fin a la insurgencia, creó el "Grupo de flechas", en su mayoría armados con arcos y flechas, como forma de defensa local. Como el ERS estaba armados con armas modernas, el grupo de fechas fue fácilmente destrozado por el ERS. 
La creación del grupo de flechas le enfureció a Kony, el sentía que ya no tenía el apoyo de la población. En respuesta, el ERS mutiló a varios acholi a quienes creían ser partidarios del gobierno. Aunque la operación fue un fracaso, la reacción del ERS causó que muchos acholi se volvieran en contra la insurgencia, pero aún los pobladores tenían más antagonizados a las fuerzas gubernamentales. 
Después del fin de la operación, Kigombe inicia reunión entre representantes de ERS y el gobierno. El ERS pidió amnistía para sus combatientes y declaró que nunca se van a rendir, pero que estaban dispuestos a "regresar a casa". Sin embargo, la postura del gobierno se vio obstaculizada por el desacuerdo sobre la credibilidad de los negociadores del ERS y porque se dieron cuenta de que Kony estaba ganando tiempo negociando con el gobierno sudanés para obtener apoyo mientras trascurría la reunión.
En una segunda reunión el 10 de enero de 1994, Kony pidió seis meses para reagrupar a sus tropas. Cada vez las reuniones se volvían más tensas, hasta que una reunión de febrero, el ERS interrumpió la reunión alegando de que el NRA los intentaba atrapar. 4 días después Yoweri Museveni lanza un ultimátum hacia ERS dándole un plazo de 7 días para que se rindieran.

### Expansión en países vecinos (1994-2002)
Dos semanas después del ultimátum de Museveni, se informó que el ERS había establecido bases en el sur de Sudán, con la aprobación de Jartum en respuesta al apoyo del gobierno ugandés al grupo rebelde sursudanés ELPS, en que en esos momentos Sudán sufría una guerra civil. Además, convencido de que los acholi estaban colaborando ahora con el gobierno de Museveni, Kony comenzó a atacar a los acholi. Las mutilaciones se convirtieron en algo común y en 1994 se produjeron los primeros secuestros masivos de niños y jóvenes.
Como la mayoría de los combatientes del ERS son niños secuestrados, los acholi perciben una ofensiva militar contra el ERS como una masacre de víctimas. Por lo tanto, los intentos del gobierno de destruir a los rebeldes se consideran otro motivo del odio por parte de los acholi. La ambigüedad moral de esta situación, en la que los jóvenes rebeldes secuestrados son a la vez víctimas y autores de actos brutales, es fundamental para las actitudes conflictivas de muchos acholi hacia los rebeldes.
A partir de 1996 el gobierno hizo una política de tierra quemada donde los acholis fueron obligados a trasladarse a campamentos de desplazados internos al cual el gobierno las llamó "aldeas protegidas", aumentando la actitud antagónica que percibían los acholis hacia el gobierno. Las "aldeas protegidas" eran insalubres y miserables, descritos como campos de exterminio, los cuales eran comúnmente atacados por el ERS. Los datos de la OMS indicaron que estos campamentos causaron la muerte de 10 veces más personas que el propio ERS.
En 1997 el Frente Nacional Islámico (NIF), el partido gobernante de Sudán, estaba decreciendo su poder. Y tras de los Atentados del 11 de septiembre de 2001, las tensiones entre Sudán y Uganda disminuyeron, y por ende, disminuyeron su apoyo a los rebeldes del otro. Varios cientos de desplazados volvieron a sus hogares y la gente empezó a hablar sobre el día en que se disolverían las "aldeas protegidas".

### Operación Puño de Hierro (2002-2005)
En marzo de 2002, la Fuerza de Defensa del Pueblo de Uganda (UPDF) lanzó una ofensiva masiva conocida como "Operación Puño de Hierro", contra de las bases del ERS en el sur de Sudán, con el acuerdo del NIF. Este acuerdo, junto con el regreso de las fuerzas ugandesas en la República Democrática del Congo tras el final oficial de la segunda guerra del Congo, creó lo que el gobierno de Uganda consideró como una situación ideal para poner fin al conflicto que se había convertido en un problema y vergüenza política. Después de varios meses de incertidumbre, las fuerzas del ERS comenzaron a cruzar de regreso a Uganda causando ataques con más brutalidad que nunca. Lo que llevó el desplazamiento generalizado en el norte y oriente de Uganda.
Una serie de iniciativas locales encabezadas por líderes locales, así como iniciativas diplomáticas durante estos años, fracasaron, especialmente porque la posición negociadora de Kony seguía siendo incierta, pero el conflicto ganó una cobertura internacional sin precedentes. Durante una visita a un campo en Uganda en 2003, el subsecretario general de Asuntos Humanitarios de la ONU, Jan Egeland, declaró: "No puedo encontrar en ninguna otra parte del mundo que esté teniendo una emergencia de la escala de Uganda, que se esté con poca atención internacional". En diciembre de 2003, Museveni remitió al ERS a la CPI para determinar si el ERS es culpable de crímenes de guerra internacionales.
En 2004, la actividad rebelde disminuyó por una fuerte presión militar. El gobierno fue blanco de críticas internacionales más duras por su incapacidad de terminar el conflicto. Las agencias de ayuda internacional cuestionaron la dependencia del gobierno de Uganda de la fuerza militar y su compromiso con una resolución pacífica. El ejército también admitió que había reclutado en el ejército a niños soldados que escaparon del ERS.
En septiembre de 2005, un grupo de combatientes de ERS encabezado por Vincent Otti cruzaron la frontera hacia la República Democrática del Congo (RDC) por primera vez. Museveni declaró que, si las autoridades congoleñas no desarmaban a los combatientes del ERS, las UPDF serían enviadas a través de la frontera en su persecución. Esto provocó una disputa diplomática entre los gobiernos de la RDC y Uganda, con ambos ejércitos haciendo una demostración de fuerza a lo largo de su frontera, mientras que el embajador congoleño ante las ONU envió una carta al Secretario General de la ONU exigiendo un embargo hacía Uganda en represalia.

### Conversaciones de paz (2005-2008)
A partir de julio de 2006, se celebraron en Yuba una serie de reuniones entre el gobierno ugandés y el ERS, con el vicepresidente de Sudán de Sur Riek Machar y la Comunidad de Sant'Egidio como mediadores. Las conversaciones resultaron en un alto el fuego en septiembre de 2006.
Estas conversaciones se acordaron después de que Kony publicara un video en mayo en el que negaba haber cometido atrocidades y parecía pedir el fin de las hostilidades, en respuesta al anuncio de Museveni de que garantizaría la seguridad de Kony si la paz era acordada por Julio. El 4 de agosto de 2006, Otti declaró un alto el fuego y pidió al gobierno de Uganda actuara de forma recíproca. Mientras que Lukwiya murió en batalla el 12 de agosto de 2006.
El gobierno y el ERS firmaron una tregua el 26 de agosto de 2006. Según los términos del acuerdo, las fuerzas del ERS abandonarían Uganda y se reunirán en dos áreas de reunión protegidas por el gobierno de Sudán. El gobierno de Uganda acordó no atacar esas áreas. Los rebeldes del ERS habían comenzado a reunirse en las zonas de reunión a mediados de septiembre. Las conversaciones continuaron viéndose obstaculizadas por demandas. Mientras tanto, el gobierno inició un proceso de creación de "campamentos satélites" para descongestionar los principales campamentos de desplazados internos.
El gobierno del Sur de Sudán consideró las conversaciones como un medio para deshacerse de un ejército extranjero que estaba complicando su delicada relación con el gobierno de Jartum. La solicitud del Gobierno de Uganda de que la CPI suspenda las acusaciones por crímenes de guerra contra líderes del ERS fue condenada por grupos internacionales de derechos humanos, pero apoyada en gran medida por líderes y civiles del norte de Uganda.
A mediados de 2007, miles de desplazados internos se habían trasladado a los campos de descongestión. Sin embargo, la población se mantuvo cautelosa sobre la perspectiva de un acuerdo de paz, y muchos se negaron a regresar a sus hogares antes del fin definitivo de la insurgencia.
Tras la suspensión de las conversaciones de paz, Yuba permitió la reanudación de las conversaciones en mayo de 2007, gracias a los esfuerzos del representante especial del secretario general de las Naciones Unidas para las zonas afectadas por el ERS, Joaquim Chissano. Las conversaciones fueron nuevamente mediadas por el Gobierno de Sudán del Sur, pero con el apoyo de la ONU y la facilitación logística de la Oficina de Coordinación de Asuntos Humanitarios (OCAH).
El 20 de agosto de 2007, Uganda declaró que estaba buscando asesoramiento legal para establecer un tribunal de crímenes de guerra. En noviembre de 2007, una delegación del ERS encabezada por Martin Ojul viajó a Kampala para reafirmar su compromiso con una resolución pacífica del conflicto. Más tarde, Ojul encabezó a la delegación en una gira por el norte de Uganda para reunirse con las víctimas de la insurgencia y pedirles perdón. Mientras tanto, surgieron informes de que el comandante adjunto del ERS, Otti, había sido ejecutado el 8 de octubre de 2007 o alrededor de esa fecha por una lucha de poder interna con Kony.

### Reanudación de la insurgencia e intervención americana (2008-presente)
En junio de 2008, los diplomáticos informaron que el ERS había comprado nuevas armas y estaba reclutando nuevos soldados, agregando 1.000 reclutas a los 600 soldados que ya tenía. Casi al mismo tiempo los gobiernos de Uganda, Sudán del Sur y la RDC acordaron un plan para aplastar al ERS, conocida como Operación Trueno Relámpago; los sursudaneses afirmaron que los rebeldes mataron a 14 de sus soldados el 7 de junio de 2008.
Se informa que el ERS mató al menos a 400 personas en ataques contra varias aldeas de la RDC el día de Navidad de 2008 y después de esa fecha. A lo largo de 2009, se culpó al ERS de varios ataques en el Sur Sudán, RDC y República Centroafricana. En marzo de 2010 surgieron noticias sobre una masacre en diciembre de 2009 en la RDC perpetrada por el ERS.
En mayo de 2010, el presidente estadounidense Barack Obama firmó la Ley de Recuperación norte de Uganda Ejército de Resistencia del Señor de Desarme y en la ley. En octubre de 2011, Obama anunció el despliegue de 100 soldados estadounidenses para ayudar a las fuerzas anti-ERS a someter al líder del ERS Joseph Kony, citando el acto mencionado en una carta a los jefes de ambas cámaras del Congreso.
El 23 de marzo de 2012, la Unión Africana anunció su intención de enviar una brigada internacional de 5.000 soldados militares "desde Uganda, Sudán del Sur, la República Centroafricana y el Congo, países donde el reinado del terror de Kony se ha sentido a lo largo de los años … para unirse a la caza del líder rebelde Joseph Kony" y "neutralizarlo". Según la declaración, "la misión comenzaría el 24 de marzo de 2012 y la búsqueda duraría hasta que capturaran a Kony",  después de lo cual el grupo de trabajo se disolvería. El esfuerzo está liderado por Uganda y respaldado por los EE. UU. Con los 100 asesores que ya están allí, que ofrecen asesoramiento, inteligencia y capacitación, junto con equipos. La brigada estableció su cuartel general en Yambio, en Sudán del Sur, cerca de la frontera con la RDC, y está comandado por un oficial ugandés; un oficial congoleño supervisa las operaciones de inteligencia.
El 12 de mayo de 2012, soldados ugandeses de la brigada de la Unión Africana capturaron a un alto líder del ERS en la República Centroafricana, Caesar Achellam, un comandante rebelde veterano con rango de general de división. Debido a que era un destacado estratega militar del ERS, el arresto de Achellam significó un revés considerable para la lucha de Joseph Kony de evadir la captura.
El 6 de junio, el secretario general de la ONU, Ban Ki-moon, publicó un informe inicial que cubría las actividades del ERS de 2009 a 2012. El propio informe decía que "al menos 45 niños han sido asesinados y mutilados" durante este período de tiempo y al menos "591 niños, incluidas 268 niñas, han sido secuestrados". Aunque Radhika Coomaraswamy, representante especial de la ONU para los niños y los conflictos, señaló que "el número real de secuestros es mucho mayor, estos son solo los que conocemos". El informe también indicó que el ERS está integrado actualmente por entre 300 y 500 combatientes, y alrededor de la mitad de ellos son niños.
Se informó que el ERS se encontraba en la ciudad de Djema en el este de la República Centroafricana en 2012, pero las fuerzas que perseguían al ERS se retiraron en abril de 2013 después de que el gobierno centroafricano fuera derrocado por los rebeldes de la Coalición Séléka. En noviembre de 2013, se informó que Kony se encontraba en mal estado de salud en la ciudad de Nzoka, en el este de la República Centroafricana y Michel Djotodia, presidente de la República Centroafricana, afirmó que estaba negociando con Kony para que se rindiera. Los funcionarios estadounidenses dudaban de que Kony realmente quisiera rendirse.
A principios de noviembre de 2013, presuntos militantes del ERS atacaron cinco aldeas en la región de Equatoria Occidental de Sudán del Sur que resultó en 3 personas muertas y una herida, además de saquear los rebeldes también prendieron fuego a varias casas.
El 4 de diciembre de 2013, 13 militantes del ERS, incluido el comandante Samuel Kangu, murieron a raíz de una emboscada de las UPDF en la República Centroafricana. Según los informes, los rebeldes fueron rastreados con la ayuda de inteligencia proporcionada por Estados Unidos.
Durante 2014 y 2017, el ERS causó decenas de ataques hacia ciudades y aldeas en República Centroafricana, Sudán del Sur y RDC, causando la generalización de ataques y secuestros en la región, las cuales saldaron la vida de miles de civiles. El 7 de mayo de 2014, Ban Ki Moon declaró que altos comandantes del ERS estaban en las zonas fronterizas de Sudán del Sur y la República Centroafricana. El 20 de mayo de 2014, los delegados de Uganda, la RDC, Sudán del Sur y la República Centroafricana celebraron una conferencia de 3 días en Sudán del Sur sobre la insurgencia del LRA. El segundo al mando del ERS, Dominic Ongwen, se rindió a las tropas estadounidenses estacionadas en la República Centroafricana el 9 de enero de 2015.
El 30 de marzo de 2017, el ejército estadounidense anunció la finalización de la campaña contra el ERS. El 19 de abril de 2017, Uganda anunció que comenzaría a retirar sus fuerzas de la República Centroafricana, donde ha estado tratando de capturar a Kony en el país durante 9 años.